# Zsóka Gaál
Zsóka Gaál est une joueuse d'échecs hongroise née le 2 mai 2007 à Ajka, championne du monde des moins de 14 ans en 2021.
Au 1er janvier 2023, elle est la sixième joueuse hongroise en activité avec un classement Elo de 2 294 points.

## Biographie et carrière
En 2016, Zsóka Gaál gagna le championnat d'Europe des filles de moins de 10 ans et  le championnat d'Europe 
de parties rapides dans la même catégorie. En 2017, elle finit deuxième du championnat du monde des filles de moins de 10 ans.
En 2021, elle remporta le championnat du monde des filles de moins de 14 ans organisé en ligne (sur internet) après avoir fini deuxième de la compétition en 2020. La même année, en juillet 2021, elle a obtenu de la Fédération internationale le titre de maître international féminin, à 14 ans et 2 mois. 
Elle a représenté la Hongrie lors du championnats d'Europe par équipe (adultes) de novembre 2021, marquant 5 points sur 8 au troisième échiquier.
En décembre 2021, elle a obtenu son meilleur classement Elo avec 2 362 points.
Zsóka Gaál a participé à l'olympiade d'échecs de 2022 (adultes) et marqua 8 points sur 10 au quatrième échiquier de l'équipe féminine de Hongrie qui finit onzième de la compétition.